# Jabłonna (powiat łęczycki)
Jabłonna – wieś w Polsce położona w województwie łódzkim, w powiecie łęczyckim, w gminie Daszyna.
W latach 1975–1998 miejscowość należała administracyjnie do województwa płockiego.